# Vút bay (phim)
Vút bay (tựa gốc tiếng Anh: Up) là một bộ phim hoạt hình máy tính của Mỹ năm 2009 do Pixar Animation Studios sản xuất và Walt Disney Pictures phát hành. Phim do Pete Docter đạo diễn, Bob Peterson đồng đạo diễn (trong phim điện ảnh đầu tay do ông làm đạo diễn), và sản xuất bởi Jonas Rivera. Docter và Peterson cũng viết kịch bản và câu chuyện của bộ phim, với Tom McCarthy đồng viết phần sau. Phim có sự tham gia lồng tiếng của Ed Asner, Christopher Plummer, Jordan Nagai và Peterson. Bộ phim tập trung vào người đàn ông góa vợ lớn tuổi Carl Fredricksen và Nhà thám hiểm vùng hoang dã Russell, những người thực hiện hành trình đến Nam Mỹ để thực hiện lời hứa mà Carl đã hứa với người vợ quá cố Ellie. Trên đường đi, họ gặp một chú chó biết nói tên là Dug, và chạm trán với một con chim khổng lồ tên là Kevin, đang bị săn đuổi bởi nhà thám hiểm Charles Muntz, thần tượng thời thơ ấu của Carl.
Ban đầu phim có tên là Heliums, Docter đã hình thành bản phác thảo cho Vút bay vào năm 2004 dựa trên những tưởng tượng thoát khỏi cuộc sống khi nó trở nên quá khó chịu. Ông và mười một nghệ sĩ khác của Pixar đã dành ba ngày ở Venezuela để thu thập nghiên cứu và cảm hứng. Thiết kế của các nhân vật đã được biếm họa và cách điệu đáng kể, và các nhà làm phim hoạt hình đã được thử thách với việc tạo ra vải giống như thật. Nhà soạn nhạc Michael Giacchino đã soạn nhạc cho phim. Đây là bộ phim đầu tiên của Pixar được trình chiếu ở định dạng 3D.
Vút bay ra mắt tại Liên hoan phim Cannes lần thứ 62 vào ngày 13 tháng 5 năm 2009, được phát hành tại Hoa Kỳ vào ngày 29 tháng 5. Bộ phim đã nhận được nhiều lời khen ngợi từ các nhà phê bình về kịch bản, hoạt hình, nhân vật, chủ đề, câu chuyện, giọng hát của Asner, vở nhạc kịch của Giacchino và trình tự mở đầu. Các tổ chức như National Board of Review và American Film Institute đã vinh danh Vút bay là một trong 10 phim hay nhất năm 2009. Phim thu về 735,1 triệu USD trên toàn thế giới, kết thúc thời gian chiếu rạp với tư cách là phim có doanh thu cao thứ sáu trong năm 2009. Vút bay đã được đề cử cho năm giải thưởng tại Lễ trao giải Oscar lần thứ 82, chiến thắng hai giải và nhận giải nhiều giải thưởng. Trong số này, nó trở thành bộ phim hoạt hình thứ hai trong lịch sử nhận được đề cử cho Giải Oscar cho Phim hay nhất.

## Nội dung
Qua một bộ phim tài liệu, khán giả được biết đến nhà thám hiểm nổi tiếng Charles F. Muntz (Christopher Plummer), người đã thám hiểm thế giới bằng khinh khí cầu khổng lồ của ông với tên "The Spirit of Adventure". Trong chuyến du hành táo bạo nhất của mình, ông trở về từ Nam Mỹ với một bộ xương của một sinh vật lớn và chưa nhận dạng được. Các nhà khoa học hoài nghi và cho rằng đây là một mẫu vật giả, và từ đó Muntz tự lưu vong. Muntz thề rằng ông sẽ không trở về cho đến khi tìm được sinh vật sống.
Carl Fredricksen (Jeremy Leary), một cậu bé nhút nhát, ít nói và từ lâu đã ngưỡng mộ Muntz, cũng bị sốc, nhưng tin tưởng rằng Muntz sẽ trở về và chứng minh mình là đúng. Một ngày, Carl kết bạn với một cô gái tinh nghịch và đầy nghị lực tên là Ellie (Elizabeth Docter), cũng là một người hâm mộ Muntz. Cô viết giấc mơ của mình vào sổ lưu niệm cá nhân, cho Carl biết rằng cô muốn di chuyển căn nhà câu lạc bộ đến Thác Paradise — một thác nước vách đá hùng vĩ ở Nam Mỹ, và kêu gọi cậu hãy hứa sẽ giúp cô. Trong đoạn phim ngắn kế tiếp, khán giả chứng kiến Carl và Ellie trưởng thành, kết hôn, và sống đến bạc đầu trong căn nhà cũ mà họ đã gặp nhau lần đầu, với Carl làm việc như một người bán bóng bay đồ chơi trong khi Ellie làm nhân viên sở thú. Họ không thể có con, và luôn tiết kiệm để có đủ tiền du lịch đến Thác Paradise, nhưng luôn gặp những vướng bận về tài chính khác. Cuối cùng, khi họ có thể thực hiện chuyến đi được, thì Ellie qua đời do tuổi già, Carl trở thành một người góa vợ cô đơn và cay đắng với cuộc đời vắng bóng bà vợ yêu quý.
Nhiều năm sau, Carl (Edward Asner) bây giờ là một người cao tuổi, sống một mình trong căn nhà đó - nhưng bây giờ đang nằm giữa một trung tâm đô thị mới đang được thi công. Không muốn di chuyển, Carl đã xô xát và sơ ý làm bị thương một công nhân xây dựng vì hộp thư bị hư của mình, và buộc phải theo lệnh tòa án đến ở tại một viên dưỡng lão. Ông lập ra một kế để giữ lời hứa với Ellie: biến căn nhà của mình thành một khinh khí cầu tạm, sử dụng hàng vạn bóng bay để nâng nó ra khỏi nền móng. Russell (Jordan Nagai), một Hướng đạo sinh đang cố gắng lấy chuyên hiệu cuối cùng trong môn "Giúp đỡ người già", cũng trốn theo trên cái cổng vòm trước cửa nhà sau khi đã bị Carl lừa và sai bảo đi bắt con chim "snipe" (một loài chim cực kỳ khó bắt được).
Sau khi bị kẹt trong một trận bão, họ hạ cánh gần một khe núi lớn đối diện với Thác Paradise. Họ dùng trọng lượng thân thể làm chấn lưu (để kéo căn nhà nổi) và đi lại xung quanh khe núi, với hy vọng rằng họ sẽ đến được thác nước trước khi các bóng bay xì hơi. Họ gặp một con chim không bay to lớn và đầy màu sắc mà Russell đặt tên là Kevin (Pete Docter) (về sau họ mới biết đó là một con chim mái), và một con chó tên Dug (Bob Peterson) đeo một vòng cổ đặc biệt cho phép nó có thể nói được. Dug là thành viên có địa vị thấp nhất trong một đàn chó rất thông minh của Charles Muntz. Muntz, vì chưa tìm được mẫu vật còn sống của loài vật mà xưa kia bị cho là giả tạo, vẫn còn sống trong lưu vong. Vẫn tin tưởng rằng ông và các con chó của mình sẽ tìm được con thú ấy, Muntz đã huấn luyện các con chó như một đội quân đầy tớ.
Muntz mời Carl và Russell vào khinh khí cầu khổng lồ của mình. Lúc đầu Carl rất vui mừng được gặp mặt thần tượng thời thơ ấu, nhưng sau đó nhận thấy rằng Muntz có mặt tối: Khi Muntz biết được về Kevin, Carl nhận thấy Muntz đang tìm cách bắt nó, và đã giết những nhà thám hiểm trước đó đã trở thành chướng ngại. Carl, Russell, Dug, và Kevin chạy trốn khỏi đội quân chó của Muntz, nhưng Kevin đã bị thương trong lúc chạy trốn. Khi mọi người đưa Kevin về với các con, Muntz và bầy chó cũng đến (do có thiết bị định vị trong vòng cổ của Dug) và đốt lửa dưới căn nhà của Carl, buộc Carl phải bỏ Kevin để chữa cháy; Muntz bắt được con chim và bỏ đi. Carl cuối cùng đưa căn nhà đến thác nước (đúng như lời đã hứa với người vợ) và các bóng bay cũng đã xì hơi. Buồn bã vì Carl đã bỏ Kevin để cứu căn nhà và tin rằng tự mình có thể cứu được con chim đó, Russell đã gắn bóng bay của Carl vào mình và dùng một máy thổi lá để đi tìm khinh khí cầu của Muntz.
Ngồi trong căn nhà của mình, Carl buồn bã mở ra quyển lưu niệm từ niên thiếu của Ellie, và bất ngờ tìm được những hình ảnh trong cuộc sống chung của họ trong những trang trước kia còn trống, và một lời ghi cuối từ Ellie, cảm ơn ông cho "cuộc phiêu lưu", và động viên ông hãy đi tìm một "cuộc phiêu lưu mới". Hớn hở, ông ra ngoài để tìm Russell, nhưng chỉ thấy cậu bé đã bay xa. Carl giảm nhẹ trọng lượng của căn nhà bằng cách vứt đi những đồ nội thất cũ và những vật dụng có kỷ niệm tình cảm khác, và đuổi theo Russell. Russell cuối cùng bị bắt, nhưng Carl đến kịp lúc để cứu cậu bé và thả Kevin. Muntz rượt đuổi theo họ trong khinh khí cầu cho đến khi ông dồn họ vào căn nhà với một khẩu súng săn trong khi Carl cố gắng giữ thăng bằng. Một khi Muntz vào được, Carl dụ Kevin ra ngoài cửa sổ bằng một thanh kẹo sô-cô-la trong lúc Dug và Russell ôm theo. Muntz nhảy ra theo, nhưng chỉ chụp được dây bóng bay và rơi xuống chết. Không còn dây giữ, căn nhà rơi xuống, nhưng Carl không quan tâm nữa.
Carl dùng khinh khí cầu của Muntz và đưa Kevin về với các con, rồi chở Russell và Dug về lại thành phố. Khi cha của Russell không tham dự lễ lên cấp cho con, Carl thực hiện vai trò đó và hãnh diện gắn chuyên hiệu cuối cùng cho Russell: là một cái nắp chai mà Ellie đã đưa cho Carl khi họ vừa gặp mặt - "Chuyên hiệu Ellie". Russell coi Carl như người cha, trong khi Dug - nay có địa vị cao nhất trong bầy chó của Muntz - coi Carl như chủ nhân mới. Khi cả ba bắt đầu những cuộc phiêu lưu mới, khán giả nhìn thấy căn nhà đã rơi đúng chỗ, ngay tại Thác Paradise.

## Các nhân vật và diễn viên

### Nhân vật chính
- Edward Asner trong vai Carl, một ông già cổ hủ, chống nạng và lãng tai. Ông là một người đàn ông góa vợ cay đắng với cuộc đời.
- Jordan Nagai trong vai Russell, một hướng đạo sinh và hành khách bất đắc dĩ trong căn nhà của Carl. Mặc dù chưa bao giờ đến nơi hoang dã, cậu rất buồn vì cha cậu lúc nào cũng bận rộn và không có thời gian để chơi với cậu; trong chuyến đi, Russell có một câu nói với Carl gợi ý rằng cha mẹ cậu không còn sống chung nữa.[3] Docter đã thử giọng trên 400 cậu bé toàn quốc cho vai này. Nagai, một người Mỹ gốc Nhật[4], đến cuộc thử giọng với người anh, người thật sự thử giọng. Docter nhận thấy Nagai có cư xử và cách nói không ngừng giống Russell và chọn cậu cho vai này. Nagai chỉ được bảy tuổi khi nhận vai. Docter khuyến khích Nagai nhập vai bằng hành động cũng như lời nói khi thu âm cho vai này, và đã kéo cậu ngược đầu và cù lét cậu trong cảnh Russell gặp Kevin. Nhiều người Mỹ gốc Á đã chú ý đến việc Pixar đã chọn một người gốc châu Á làm vai chính,[5] khác với việc thường lệ là dùng một diễn viên không phải gốc Á cho các vai của nhân vật Á châu.[6]
- Bob Peterson trong vai Dug, một con chó biết nói. Peterson cũng là nhà viết kịch bản cho bộ phim.
- Pete Docter lồng giọng của con chim Kevin. Russell đã đặt tên con chim là Kevin, một tên phái nam, và chỉ sau này mới biết được Kevin là một con chim mái. Pete Docter cũng là đạo diễn của phim.
- Christopher Plummer trong vai Charles F. Muntz, nhân vật phản diện chính trong phim. Ông là một nhà thám hiểm từ khi Carl và Ellie còn nhỏ và vốn là thần tượng của họ. Ông bỏ đi và sống ở Nam Mỹ từ khi một mẫu vật ông đem về bị cho là giả mạo, và thề sẽ không trở về cho đến khi đem về được con vật đó còn sống. Chính khao khát đó đã biến ông ta thành kẻ ác.

### Nhân vật phụ
- Ellie khi đã trưởng thành: không có giọng nói
- Elizabeth Docter trong vai Elie khi còn nhỏ. Diễn viên đóng vai là con gái của đạo diễn, và cô cũng đã vẽ một vài hình ảnh mà Ellie đã vẽ trong phim.[7]
- Jeremy Leary trong vai Carl lúc còn trẻ.

## Sản xuất

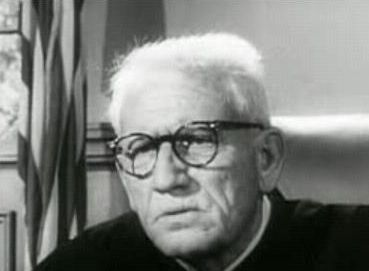
Nhân vật chính Carl Fredricksen được lấy cảm hứng một phần từ Spencer Tracy

Ý tưởng về một căn nhà biết bay được sinh ra từ ý nghĩ của đạo diễn Pete Docter về việc thoát khỏi cuộc sống khi nó trở nên khó chịu, mà ông giải thích bắt nguồn từ việc khó khăn cư xử với những người khác trong lúc ông đang trưởng thành. Kịch bản được bắt đầu viết vào năm 2004. Diễn viên kiêm nhà văn Thomas McCarthy đã giúp Docter và Bob Peterson trong việc định hình câu chuyện trong vòng ba tháng. Docter chọn một ông già cho nhân vật chính sau vẽ một bức tranh có ông già khó tính cầm nhiều bóng bay mỉm cười. Hai người nghĩ rằng một ông già là một ý kiến hay cho nhân vật chính vì họ cảm thấy trải nghiệm của họ và cách nhìn cuộc sống của họ là một nguồn hài hước phong phú. Docter không lo lắng về việc lấy một nhân vật cao tuổi làm nhân vật chính, và cho rằng trẻ em sẽ có cảm tình với Carl như là cảm tình họ có đối với ông bà.
Nhân vật Charles Muntz, có hình ảnh giống Kirk Douglas, được lấy cảm hứng từ Howard Hughes và Errol Flynn. Tên của nhân vật được lấy cảm hứng từ nhà sản xuất hoạt hình Charles B. Mintz, người đã đánh cắp nhân vật Oswald the Lucky Rabbit từ Walt Disney, buộc Disney phải tạo nhân vật thay thế là Chuột Mickey. Mintz, tương tự như Muntz, cũng bị trả báo sau này.

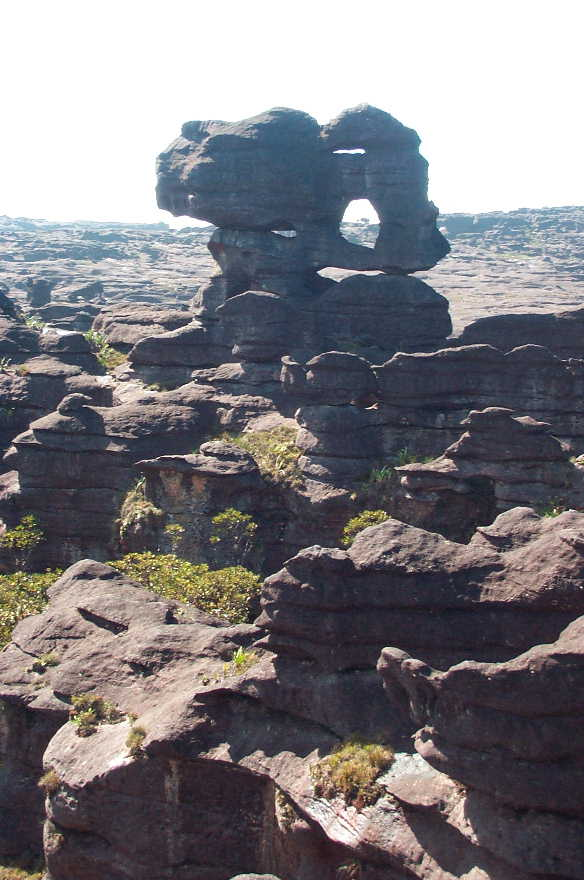
Docter và 11 họa sĩ Pixar khác đã tham quan các tepuis Venezuela trong năm 2004 để nghiên cứu

Docter đã lấy Venezuela làm bối cảnh sau khi Ralph Eggleston cho ông xem một video của các núi tepui. Trong năm 2004, Docter và 11 họa sĩ Pixar khác đã tốn ba ngày đến Monte Roraima bằng máy bay, xe jeep, và trực thăng. Họ ở đó 3 đêm vẽ cảnh, và khám phá các loài kiến, muỗi, bọ cạp, nhái, và rắn. Họ cũng đã bay đến Matawi Tepui và trèo lên Thác nước Ángel, cũng như Brasil. Docter cảm thấy "chúng tôi không thể sử dụng được [các loại đá và thực vật mà chúng tôi đã thấy]. Thực tế thật là khó tin, nếu chúng tôi đưa chúng vào phim, bạn cũng sẽ không tin." Các động vật trong phim cũng khó thiết kế, vì chúng phải phù hợp với môi trường kỳ quái của các tepuis, nhưng cũng phải giống thật vì những ngọn núi này tồn tại trong thực tế. Các nhà làm phim đến Sở thú Sacramento để xem một loài chim quý hiếm từ Hy Mã Lạp Sơn để vẽ Kevin. Các họa sĩ thiết kế Russell như một người Mỹ gốc Á, và mô hình tương tự như Peter Sohn, một nhân viên Pixar và là người lồng tiếng cho Emile trong phim Ratatouille và cũng đạo diễn cho phim ngắn Partly Cloudy (cùng chiếu trong rạp với phim Vút bay).
Một đạo diễn kỹ thuật tính rằng nếu muốn căn nhà của Carl bay được trong thực tế, ông cần phải có 23 triệu bóng bay, nhưng Docter nhận thấy rằng số lượng đó sẽ làm các bóng bay giống như những dấu chấm nhỏ. Thay vào đó, những bóng bay được tạo trong phim có kích cỡ gấp hai lần Carl. Có tổng cộng 10.927 bóng bay được sử dụng trong những cảnh ngôi nhà đang bay, 20.622 bóng bay cho cảnh ngôi nhà cất cánh, và các số lượng khác trong những cảnh khác.

## Phát hành
Khi bộ phim được chiếu tại Rạp El Capitan ở Hollywood từ ngày 29 tháng 5 đến 23 tháng 7 năm 2009, nó được kèm theo chương trình biểu diễn Lighten Up! với nhiều nhân vật Disney.
Tại Colombia, bộ phim nhận được chú ý bất ngờ vì nhân vật Carl Fredricksen nhìn giống cựu tổng thống Julio César Turbay Ayala.
Bộ phim được ra mắt bằng đĩa Blu-ray và DVD tại Bắc Mỹ vào ngày 10 tháng 11 năm 2009 và tại Anh vào ngày 15 tháng 2 năm 2010. Đĩa sẽ gồm bộ phim cùng với phim ngắn Partly Cloudy và Dug's Special Mission, cũng như lời bàn luận của đạo diễn Pete Docter, phim tài liệu Adventure is Out There về chuyến du hành đến Nam Mỹ của các nhà làm phim, và đoạn phim The Many Endings of Muntz.

## Đón nhận

### Phê bình

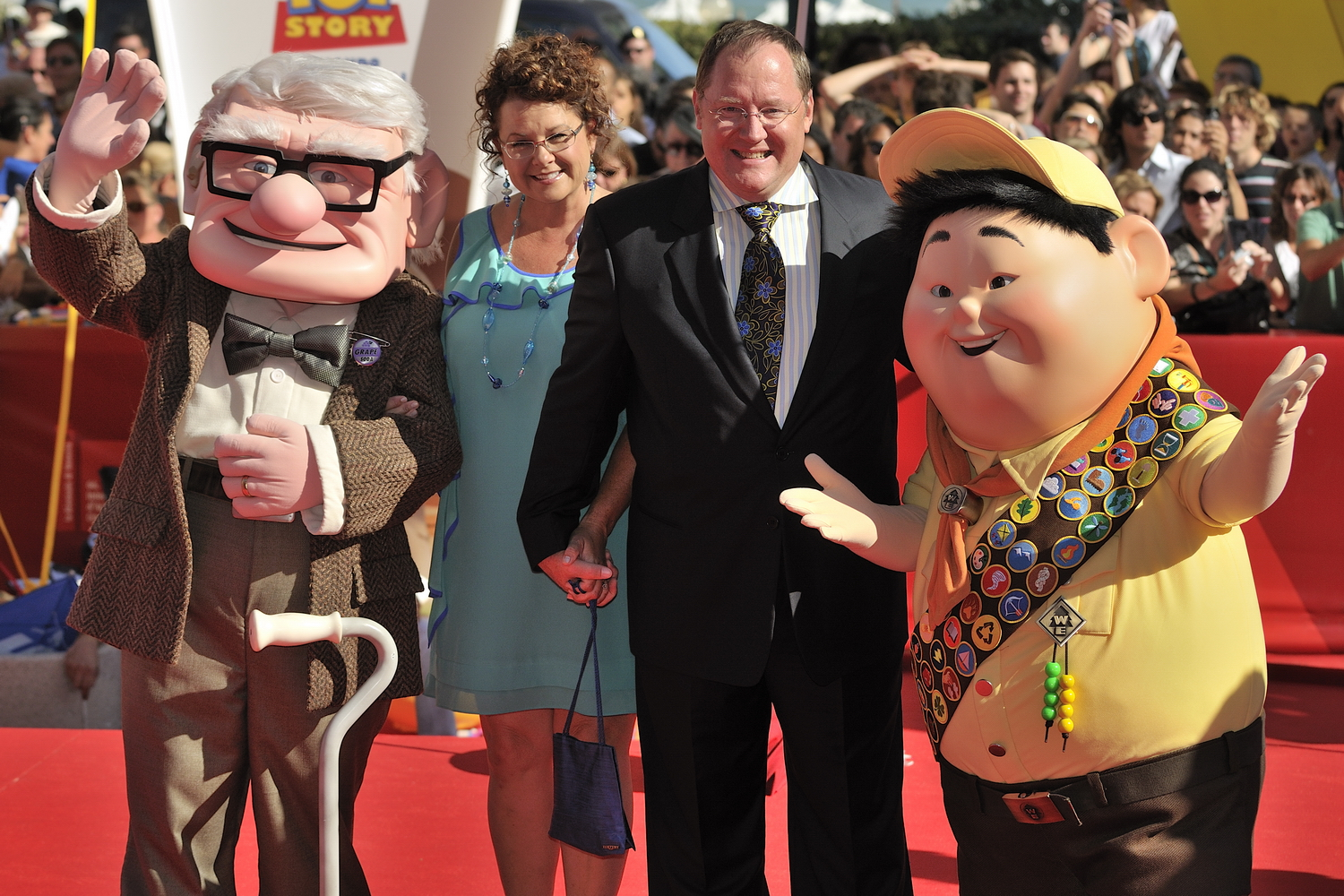
hình nộm Carl Fredricksen và Russell tại Liên hoan Điện ảnh Venise lần thứ 66 (06/09/2009)

Từ khi được phát hành, Vút bay đã nhận nhiều khen thưởng từ giới phê bình. Tại website Rotten Tomatoes, 98% nhà phê bình chuyên nghiệp đã đánh giá cao bộ phim, trong 252 bài phê bình, với điểm trung bình là 8,6/10. Tại website Metacritic bộ phim cũng đạt số điểm cao 88. Nhà phê bình Roger Ebert đã cho bộ phim 4 ngôi sao, số điểm tối đa.
Tờ The Hollywood Reporter khen bộ phim, cho rằng nó "làm say mê, cảm động, và có thể nói đây là nỗ lực vui nhộn nhất của Pixar."
Mặc dù tờ San Francisco Chronicle nói rằng bộ phim "có nhiều đoạn nhàm chán", nó cũng cho rằng có những cảnh trong Vút bay "xứng đáng nằm trong danh sách những khoảng khắc vĩ đại nhất trong phim".
Tạp chí Variety đánh giá "Vút bay là một bộ phim tinh tế lạ thường"
Dug, con chó biết nói, thắng giải Palm Dog do các nhà phê bình Anh tại Liên hoan phim Cannes trao tặng cho diễn xuất chó hay nhất. Dug thắng con cáo từ phim Antichrist và con chó đen từ Inglourious Basterds.
Theo thống kê của trang web xếp hạng phim They Shoot Pictures, Don't They?, Up đứng thứ 110 trong số 250 phim xuất sắc nhất thế kỉ 21. Cũng theo thống kê của trang web này, Up đứng thứ 2 trong số những phim hoạt hình xuất sắc nhất năm 2009, sau Fantastic Mr. Fox

### Doanh thu
Vút bay đoạt doanh thu cao nhất trong tuần ra mắt, giành được 68.108.790 USD tại Bắc Mỹ trong ba ngày đầu. Đây là con số cao hơn số mà các nhà phân tích dự đoán. Trong tuần lễ thứ nhì, bộ phim giảm xuống 35%, và giành được 44.244.000 USD trong ba ngày cuối tuần thứ nhì. Các ước lượng ban đầu cho thấy bộ phim sẽ giành địa vị cao nhất trong tuần thứ nhì, nhưng các số liệu sửa đổi cho thấy nó đứng thứ nhì, với doanh thu ít hơn phim The Hangover của Warner Bros. chỉ khoảng 1 triệu USD, nhưng cao hơn phim Land of the Lost của diễn viên Will Ferrell hơn 25 triệu USD. Trong tuần lễ thứ ba, bộ phim giảm doanh thu xuống chỉ 30%, một lần nữa chỉ thua The Hangover vài triệu để đứng thứ nhì. Với doanh thu 30.762.280 USD trong tuần đó, đây là doanh thu cao thứ 11 cho tuần thứ ba của một bộ phim. Đến cuối năm 2009, bộ phim đã có doanh thu 293 triệu USD tại Hoa Kỳ và Canada và 430 triệu USD trong các lãnh thổ khác, tổng cộng doanh thu toàn cầu là 723 triệu USD. Đây là bộ phim có doanh thu toàn cầu cao thứ nhì của Pixar, chỉ thua Finding Nemo.

### Các giải thưởng và đề cử
Vút bay đã thắng Giải Oscar cho phim hoạt hình hay nhất và Giải Oscar cho nhạc phim hay nhất năm 2009.
Vút bay đã thắng Giải nhạc phim gốc hay nhất và Giải phim hoạt hình hay nhất tại  Giải Quả cầu vàng lần thứ 67. Nó cũng được đề cử cho 9 giải Annie trong 8 lĩnh vực, thắng giải "Phim hoạt hình hay nhất" và "Đạo diễn hay nhất". Up cũng đoạt giải Golden Tomato từ website Rotten Tomatoes cho bộ phim có số điểm phê bình cao nhất trong năm 2009. Thêm vào đó, nó thắng hai giải Chọn lựa của Nhà phê bình (Critics' Choice Award) cho Phim Hoạt hình hay nhất và Nhạc phim gốc hay nhất. Nó cũng được đề cử cho ba giải trong Giải Grammy lần thứ 52 và thắng hai giải.
Cùng với phim Avatar, Vút bay là một trong hai bộ phim 3 chiều đầu tiên được đề cử cho Giải Oscar cho phim xuất sắc nhất. Đây là bộ phim hoạt hình thứ nhì được đề cử cho giải này, sau Người đẹp và quái vật năm 1991.